# Реголели (Витербо)
Реголели је насеље у Италији у округу Витербо, региону Лацио.
Према процени из 2011. у насељу је живело 1279 становника. Насеље се налази на надморској висини од 199 м.